# Collis Jones
J. Collis Jones (Washington D. C., 3 de julio de 1949) es un exjugador de baloncesto estadounidense que jugó 4 temporadas en la ABA. Con 2,00 metros de altura, lo hacía en la posición de alero.

## Trayectoria deportiva

### Universidad
Jugó durante tres temporadas con los Fighting Irish de la Universidad de Notre Dame, en las que promedió 16,0 puntos y 10,4 rebotes por partido. Actualmente figura en el puesto 17 entre los máximos anotadores históricos de su universidad, con 1367 puntos, y el octavo mejor reboteador, con 884 capturas. Fue elegido en el mejor equipo del siglo XX de los Fighting Irish, junto a jugadores como Austin Carr, Adrian Dantley, John Paxson o Kelly Tripucka

### Profesional
Fue elegido en la decimoséptima posición del Draft de la NBA de 1971 por Milwaukee Bucks, y también por los Dallas Chaparrals en la quinta ronda del draft de la ABA, eligiendo esta segunda opción. Tras una primera temporada acoplándose al equipo, su mejor campaña la jugó en 1973, cuando promedió 11,6 puntos, 6,4 rebotes y 1,8 asistencias por partido.
Pero al término de la temporada fue traspasado a Kentucky Colonels, donde se vio relegado al banquillo, jugando poco más de 12 minutos de promedio por encuentro, consiguiendo 4,4 puntos y 3,2 rebotes por noche.
Al año siguiente fue enviado, junto con Chuck Williams a los Memphis Sounds, a cambio de futuras consideraciones. Allí contribuyó, saliendo desde el banquillo, sobre todo en labores defensivas, aportando 9,9 puntos y 4,6 rebotes por partido. Al término de esa temporada, se retiraría definitivamente.

## Estadísticas de su carrera en la ABA

### Temporada regular
| Temp.   | Edad | Equipo   | Liga | P   | TIT | MIN  | TC  | TCA | %TC  | 3P  | 3PA | %3P  | TL  | TLA | %TL  | R.OF. | R.DEF. | REB | ASIS | ROB | TAP | PER | FP  | PTS  |
| 1971-72 | 22   | Dallas   | ABA  | 78  |     | 18.3 | 2.1 | 4.8 | .438 | 0.0 | 0.1 | .250 | 1.3 | 2.0 | .636 | 2.0   | 2.3    | 4.3 | 1.0  |     |     | 1.1 | 2.6 | 5.4  |
| 1972-73 | 23   | Dallas   | ABA  | 81  |     | 27.2 | 4.4 | 9.5 | .465 | 0.0 | 0.1 | .000 | 2.8 | 3.9 | .714 | 3.2   | 3.2    | 6.4 | 1.8  |     |     | 1.8 | 2.8 | 11.6 |
| 1973-74 | 24   | Kentucky | ABA  | 58  |     | 12.4 | 1.8 | 4.5 | .388 | 0.0 | 0.1 | .000 | 0.9 | 1.3 | .654 | 1.6   | 1.6    | 3.2 | 0.6  | 0.4 | 0.2 | 0.7 | 1.6 | 4.4  |
| 1974-75 | 25   | Memphis  | ABA  | 81  |     | 23.2 | 4.1 | 8.7 | .474 | 0.1 | 0.2 | .333 | 1.7 | 2.2 | .757 | 1.9   | 2.7    | 4.6 | 1.0  | 1.3 | 0.4 | 0.9 | 2.3 | 9.9  |
| Total   |      |          | ABA  | 298 |     | 20.9 | 3.2 | 7.1 | .454 | 0.0 | 0.1 | .214 | 1.7 | 2.4 | .702 | 2.2   | 2.5    | 4.7 | 1.1  | 0.9 | 0.3 | 1.1 | 2.4 | 8.1  |

### Playoffs
| Temp.   | Edad | Equipo   | Liga | P  | MIN | TCA | TC | 3PA | 3P | TLA | TL | R.OF. | REB | ASIS | ROB | TAP | PER | FP | PTS | %TC  | %3P  | %FT  | MIN  | PTS | REB | AST |
| 1971-72 | 22   | Dallas   | ABA  | 3  | 35  | 4   | 10 | 0   | 0  | 4   | 8  |       | 14  | 1    |     |     | 1   | 7  | 12  | .400 |      | .500 | 11.7 | 4.0 | 4.7 | 0.3 |
| 1973-74 | 24   | Kentucky | ABA  | 4  | 28  | 4   | 12 | 0   | 1  | 5   | 8  | 2     | 2   | 0    | 0   | 0   | 0   | 3  | 13  | .333 | .000 | .625 | 7.0  | 3.3 | 0.5 | 0.0 |
| 1974-75 | 25   | Memphis  | ABA  | 5  | 193 | 20  | 51 | 0   | 0  | 6   | 10 | 13    | 33  | 3    | 9   | 1   | 10  | 18 | 46  | .392 |      | .600 | 38.6 | 9.2 | 6.6 | 0.6 |
| Total   |      |          | ABA  | 12 | 256 | 28  | 73 | 0   | 1  | 15  | 26 | 15    | 49  | 4    | 9   | 1   | 11  | 28 | 71  | .384 | .000 | .577 | 21.3 | 5.9 | 4.1 | 0.3 |